# Hans-Christoph Matthes
Hans-Christoph Matthes (* 15. Dezember 1932 in Heideanger; † 15. Juni 2016) war ein deutscher Jurist und Richter am Bundesarbeitsgericht.

## Leben und Wirken
Nach seinem Abitur 1953 studierte Matthes Rechtswissenschaften an den Universitäten München, Kiel und Münster. In Münster legte er 1958 sein Erstes Juristisches Staatsexamen ab. Anschließend absolvierte er im Bezirk des Oberlandesgerichts Hamm sein Rechtsreferendariat und legte 1962 sein Zweites Staatsexamen ab. Anschließend trat er in den Höheren Justizdienst des Landes Nordrhein-Westfalen ein und wurde als Arbeitsrichter eingesetzt. Nach Stationen an den Arbeitsgerichten Münster, Wesel, Dortmund und Wuppertal wurde Matthes 1966 zum Arbeitsgerichtsrat am Arbeitsgericht Rheine ernannt und 1969 wechselte er als solcher an das Arbeitsgericht Bochum. Zum 15. Januar 1074 wurde er zum vorsitzenden Richter am Landesarbeitsgericht Hamm ernannt. Zum 28. November 1979 wurde Matthes zum Richter am Bundesarbeitsgericht ernannt und zunächst dem 5. Senat zugewiesen. Von 1981 bis 1991 gehörte er dem 1. Senat, zuletzt als stellvertretender Vorsitzender an. Von November 1991 bis zu seiner Pensionierung im Dezember 1997 war Matthes Vorsitzender des 10. Senats des Bundesarbeitsgerichts.
Während seiner fast zwanzigjährigen Tätigkeit am Bundesarbeitsgericht prägte Matthes die höchstarbeitsgerichtlichte Rechtsprechung in grundlegenden Urteilen zum Arbeitskampf-, Tarifvertrags- und Betriebsverfassungsrecht entscheidend mit. Insbesondere zum kollektiven Arbeitsrecht, dem Arbeitsprozessrecht und dem Betriebsverfassungsrecht publizierte er auch selbst. Am 16. Mai 1995 wurde ihm von der Universität Kiel die Ehrendoktorwürde verliehen.